# دن بهات
دن بهات (Dan Bahat, عبری: דן בהט‎، متولد ۱۹۳۸م) باستان‌شناس اسرائیلی که شهرتش مرهون کاوش در اورشلیم، خصوصاً در تونل‌های دیوار غربی، است.

## زندگی‌نامه
دن بهات در لهستان از پدر و مادری که شهروند فلسطین تحت قیمومیت بودند متولد شد. خانوادهٔ او در سال ۱۹۳۹م. به تل آویو نقل مکان کردند و در سال ۱۹۴۸م. شهروند اسرائیل شدند او از سال ۱۹۵۶م. تا ۱۹۵۸م. در ارتش اسرائیل خدمت کرد، و در سال ۱۹۶۴م. مدرک لیسانس باستان‌شناسی و تاریخ یهود را از دانشگاه عبری اورشلیم اخذ کرد. در سال ۱۹۷۸م. مدرک کارشناسی‌ارشد خود را دریافت کرد، و در سال ۱۹۹۰م. موفق به دریافت مدرک دکترا از دانشگاه عبری اورشلیم شد، موضوع رسالهٔ دکترای او «توپوگرافی و توپونیومی اورشلیم صلیبی" و استاد راهنمای او جاشوا پراور بود.

## مشاغل دانشگاهی و باستان‌شناسی
بین سال‌های ۱۹۶۳م. و ۱۹۹۰م. باهات توسط اداره آثار باستانی، و وزارت فرهنگ و آموزش و پرورش اسرائیل، به عنوان باستان‌شناسِ متخصصِ منطقهٔ اورشلیم، استخدام شد.
او تا سال ۲۰۰۴م. در دانشگاه بار-ایلان اسرائیل تدریس کرد، و در حال حاضر نیز مشغول به تدریس در کالج سنت مایکل، دانشگاه تورنتو، در کانادا است.

### پروژه‌های باستان‌شناسی
در ژانویه ۱۹۹۲م. دن بهات یافته‌های باستان‌شناختی ادارهٔ آثار باستانی اسرائیل مکشوفه از سنگ غربی، که حدود ۱۰ تا ۱۲ متر بالاتر از پایهٔ محوطهٔ دیوار غربی حرم شریف است و ۱۳٫۶ متر (۴۵ فوت) طول، احتمالاً ۴٫۶ متر (۱۵ فوت) عمق، و ۳٫۵ متر (۱۱ فوت) ارتفاع دارد، و تقریباً وزن آن حدود ۵۱۷ تن (۵۷۰ تن کوچک) تخمین زده می‌شود. و سومین بلوک بزرگ سنگ مورد استفاده در ساختمان و بزرگ‌ترین سنگ نمای تراش خوردهٔ مکشوفه و خشکه‌چین در اسرائیل تا به امروز است، منتشر کرد.

بهات همچنین دو فصل کاوش باستان‌شناسی در تل یَونه را رهبری کرد و بقایای قلعهٔ صلیبی ایبلین را کشف کرد.

## آثار منتشر شده
1.Dan Bahat (1976). Twenty Centuries of Jewish Life in the Holy Land: The Forgotten .Generations. The Israel Economist

2.Dan Bahat (1990). The Illustrated Atlas of Jerusalem. Simon & Schuster. ISBN 978-.0134516424

3.Dan Bahat (2002). The Western Wall Tunnels: Touching The Stones of Our Heritage. Israel MOD/The Western Wall Heritage Foundation. ISBN 978-9650512071.

4.Dan Bahat (2004). The Atlas of Biblical Jerusalem. Carta. ISBN 978-0-13-451642-4.

5.Dan Bahat and Chaim T. Rubinstein (2011). The Carta Jerusalem Atlas (formerly: Illustrated Atlas of Jerusalem). Carta, the Israel Map & Pub Co Ltd. ISBN 978-9652208071.

6.Dan Bahat (2013). The Jerusalem western wall tunnel. Israel Exploration Society. ISBN 978-965-221-091-3.